# Apopestes coreana
Apopestes coreana là một loài bướm đêm trong họ Erebidae.